# Chrysiptera sinclairi
Chrysiptera sinclairi là một loài cá biển thuộc chi Chrysiptera trong họ Cá thia. Loài này được mô tả lần đầu tiên vào năm 1987.

## Từ nguyên
Từ định danh sinclairi được đặt theo tên của Nick Sinclair, nhân viên kỹ thuật tại Bảo tàng Tây Úc, một đồng nghiệp đã mất được tác giả G. R. Allen quý mến.

## Phạm vi phân bố và môi trường sống
C. sinclairi được tìm thấy chủ yếu ở các hòn đảo thuộc quần đảo Bismarck ngoài khơi phía đông bắc Papua New Guinea, bao gồm quần đảo Hermit, đảo Manus, New Britain, New Ireland và đảo New Hanover. Loài này sống trong đầm phá của các rạn viền bờ ở độ sâu đến ít nhất là 15 m.

## Mô tả
Chiều dài lớn nhất được ghi nhận ở C. sinclairi là 5 cm. Không như những thành viên còn lại trong phức hợp loài Chrysiptera oxycephala, cá con lẫn cá trưởng thành ở C. sinclairi đều không có màu vàng trên cơ thể. Cá con của Chrysiptera ellenae cũng có màu xanh hoàn toàn như C. sinclairi, nhưng chúng lại thiếu các vạch xám trên vảy.
Cá con (dưới 2 cm) có màu xanh lam hoàn toàn với các vạch xám trên vảy thân, má và mang nhiều đốm xanh nhạt hơn. Mống mắt có sọc đen băng ngang đồng tử, hợp với một sọc đen nhạt từ mắt xuống mõm. Vây đuôi màu xám, trong mờ. Cá thể trưởng thành chuyển sang màu nâu xám ở đầu và gáy. Phần thân còn lại cũng như các vây vẫn giữ lại màu xanh lam. Vây ngực, phía sau của vây lưng và vây hậu môn, cũng như nửa ngoài của vây đuôi trong mờ.
Số gai ở vây lưng: 13; Số tia vây ở vây lưng: 10–11; Số gai ở vây hậu môn: 2; Số tia vây ở vây hậu môn: 11–12; Số gai ở vây bụng: 1; Số tia vây ở vây bụng: 5; Số tia vây ở vây ngực: 12–15; Số lược mang: 31–34.

## Sinh thái học
Thức ăn của C. sinclairi chủ yếu là các loài động vật giáp xác. Cá đực có tập tính bảo vệ và chăm sóc trứng như các loài trong phức hợp oxycephala; trứng có độ dính và bám chặt vào nền tổ.

### Trích dẫn
- Allen, Gerald R.; Erdmann, Mark V.; Cahyani, N. K. Dita (2015). “Review of the Chrysiptera oxycephala complex of damselfishes (Pomacentridae) with descriptions of three new species from the East Indian Archipelago” (PDF). Journal of the Ocean Science Foundation. 17: 15–84. doi:10.5281/zenodo.891435.